# Ștrumpfii (film)
Ștrumpfii (în engleză The Smurfs) este un film fantastic, aventură și comedie 3D american regizat de Raja Gosnell și lansat în 2011. Acesta adaptează în mod liber lumea ștrumfilor, creată de Peyo. Filmul a condus la o continuare, Ștrumpfii 2, lansat în 2013. Premiera românească a avut loc pe 26 august 2011 în 3D, varianta subtitrată și dublată, fiind distribuit de Intercom Film Distribution, în limba română vocea Istețului îi aparține lui Cosmin Seleși.